# Mount Twiss
Mount Twiss är ett berg i Antarktis. Det ligger i Västantarktis. Chile gör anspråk på området. Toppen på Mount Twiss är 2 000 meter över havet.
Terrängen runt Mount Twiss är huvudsakligen kuperad, men åt sydväst är den platt. Trakten är obefolkad. Det finns inga samhällen i närheten.